# Championnat d'Union soviétique féminin de handball
Le Championnat d'Union soviétique était le plus haut niveau des clubs féminins de handball en Union des républiques socialistes soviétiques. Il a disparu en 1992 à la suite de la dislocation de l'URSS.
Avec 20 championnats consécutifs remportés entre 1969 et 1988, le Spartak Kiev a dominé la compétition. Sur la même période, le Spartak Kiev était également le meilleur club mondial, remportant 13 Coupe des clubs champions (C1) entre 1970 et 1988.
Depuis, lui ont notamment succédé les championnats de Russie, d'Ukraine, de Biélorussie ou encore de Lituanie.

## Championnat à sept

### Palmarès
Le palmarès est,, :
| Saison | Champion               | Vice-champion             | Troisième               |
| ------ | ---------------------- | ------------------------- | ----------------------- |
| 1962   | Trud Moscou            | Lokomotiv Odessa          | Žalgiris Kaunas         |
| 1963   | Trud Moscou            | Žalgiris Kaunas           | Bourevestnik Tcherkassy |
| 1964   | Trud Moscou            | Žalgiris Vilnius          | Žalgiris Kaunas         |
| 1965   | Trud Moscou            | Žalgiris Kaunas           | Spartak Bakou           |
| 1966   | Žalgiris Kaunas        | KSK Luch Moscou           | Trud Sverdlovsk         |
| 1967   | Žalgiris Kaunas (2)    | Spartak Kiev              | KSK Luch Moscou         |
| 1968   | KSK Luch Moscou (5)    | Kalininec Sverdlovsk      | Spartak Kiev            |
| 1969   | Spartak Kiev           | KSK Luch Moscou           | Kalininec Sverdlovsk    |
| 1970   | Spartak Kiev           | Spartak Bakou             | KSK Luch Moscou         |
| 1971   | Spartak Kiev           | Spartak Bakou             | KSK Luch Moscou         |
| 1972   | Spartak Kiev           | Spartak Bakou             | KSK Luch Moscou         |
| 1973   | Spartak Kiev           | Spartak Bakou             | KSK Luch Moscou         |
| 1974   | Spartak Kiev           | FST Bakou                 | Žalgiris Kaunas         |
| 1975   | Spartak Kiev           | KSK Luch Moscou           | Iskos Chișinău          |
| 1976   | Spartak Kiev           | FST Bakou                 | Rostselmash Rostov      |
| 1977   | Spartak Kiev           | FST Bakou                 | ZII Zaporijjia          |
| 1978   | Spartak Kiev           | Žalgiris Kaunas           | FST Bakou               |
| 1979   | Spartak Kiev           | Rostselmash Rostov        | Žalgiris Kaunas         |
| 1980   | Spartak Kiev           | Rostselmash Rostov        | Avtomobilist Bakou      |
| 1981   | Spartak Kiev           | Rostselmash Rostov        | Eglė Vilnius            |
| 1982   | Spartak Kiev           | Rostselmash Rostov        | Avtomobilist Bakou      |
| 1983   | Spartak Kiev           | Selchostechnika Krasnodar | Avtomobilist Bakou      |
| 1984   | Spartak Kiev           | Selchostechnika Krasnodar | Avtomobilist Bakou      |
| 1985   | Spartak Kiev           | Avtomobilist Bakou        | Azot Nevinnomyssk       |
| 1986   | Spartak Kiev           | Selchostechnika Krasnodar | Avtomobilist Bakou      |
| 1987   | Spartak Kiev           | Kouban Krasnodar          | Eglė Vilnius            |
| 1988   | Spartak Kiev (20)      | Kouban Krasnodar          | Rostselmash Rostov      |
| 1989   | Kouban Krasnodar       | Rostselmash Rostov        | Spartak Kiev            |
| 1990   | Rostselmash Rostov     | Spartak Kiev              | Kouban Krasnodar        |
| 1991   | Rostselmash Rostov (2) | Spartak Kiev              | Kouban Krasnodar        |
| 1992*  | Kouban Krasnodar (2)   | Bakinka Bakou             | HC Motor Zaporijjia     |

* Le championnat 1991-92 est officiellement le championnat de la CEI.

### Bilan
| Club               | Titres | Saisons | Titres en Coupe d'Europe (C1)                                                     | Pays actuel |
| ------------------ | ------ | --- | --------------------------------------------------------------------------------- | ----------- |
| Spartak Kiev       | 20     | 1969, 1970, 1971, 1972, 1973, 1974, 1975, 1976, 1977, 1978, 1979, 1980, 1981, 1982, 1983, 1984, 1985, 1986, 1987, 1988 | 13 (1970, 1971, 1972, 1973, 1975, 1977, 1979, 1981, 1983, 1985, 1986, 1987, 1988) | Ukraine     |
| Trud/Luch Moscou   | 5      | 1962, 1963, 1964, 1965, 1968                                                                                           | -                                                                                 | Russie      |
| Žalgiris Kaunas    | 2      | 1966, 1967 | 2 (1967, 1968)                                                                    | Lituanie    |
| Rostselmash Rostov | 2      | 1990, 1991 | -                                                                                 | Russie      |
| Kouban Krasnodar   | 2      | 1989, 1992 | -                                                                                 | Russie      |

À noter que le Spartak/FST/Avtomobilist/Bakinka Bakou a été 9 fois vice-champion et 7 fois troisième mais jamais champion.

## Handball à onze
Avant d'être remplacé par le handball à sept joueuses, le championnat d'URSS a été disputé dans son format du handball à onze. Le palmarès est,, :
| Année | Champion             | Vice-champion        | Troisième         |
| ----- | -------------------- | -------------------- | ----------------- |
| 1956  | Bourevestnik Kiev    | CSK MO Moscou        | Žalgiris Kaunas   |
| 1957  | Žalgiris Kaunas      | Spartak Moscou       | Bourevestnik Kiev |
| 1958  | Lokomotiv Odessa     | Žalgiris Kaunas      | MAI Moscou        |
| 1959  | Lokomotiv Odessa (2) | Bourevestnik Kiev    | Žalgiris Kaunas   |
| 1960  | Žalgiris Kaunas (2)  | Komanda Kalinyingrád | Lokomotiv Odessa  |
| 1961  | Lokomotiv Odessa (3) | Žalgiris Kaunas      | Projektor Moscou  |